# 神様からひと言
『神様からひと言』（かみさまからひとこと）は、荻原浩のサラリーマン小説。光文社文庫刊。2002年10月に光文社より刊行、2005年3月に光文社文庫より文庫化されている。
2006年12月にWOWOWにて伊藤淳史主演でテレビドラマ化。また2017年に『神様からひと言〜なにわ お客様相談室物語〜』（かみさまからひとことなにわおきゃくさまそうだんしつものがたり）と題してNHKにてテレビドラマ化され6月からの放送を予定していたが、主演の小出恵介の無期限活動停止を受け放送取りやめとなった。

## 概要
著者の会社員経験に裏打ちされた生き生きとした企業内の描写や、左遷された会社員が、個性溢れる仲間たちとクレーム処理に奮闘する中で、自分の人生を見直していくというストーリー。
食品メーカーへ転職し入社早々の会議でトラブルを起こしてリストラ要員収容所と目される「お客様相談室」へ配属された佐倉凉平が、風変わりな同僚に囲まれながら「お客様の声は、神様のひと言」というモットーのもとクレーム処理に振り回される日々の中で仕事や人生に向き合いつつ成長し、やがてまともな意見を無視する会社に疑問を抱いて上司の篠崎とともに会社と対決する姿を描く。「会社や仕事なんかのために、死ぬな」、そして「死ぬほどつらいのは、生きてる証拠です」という、著者の「死ぬな」とのメッセージが本作に込められている。
2013年9月に版元が既刊本の販促を再び仕掛けるにあたって「笑えて元気になれる小説として、今また読まれるのでは」と本作に着目、ビジネス街やエキナカの書店を皮切りに全国で反響を呼んで、増刷を重ねることとなった。

## 書誌情報
- 神様からひと言（2002年10月、光文社、ISBN 978-4-334-92373-0）
- 神様からひと言（2005年3月10日、光文社文庫、ISBN 978-4-334-73842-6）

## テレビドラマ

### WOWOW版
2006年12月24日にWOWOWのドラマW枠で、古厩智之監督、伊藤淳史主演で放送された。

#### キャスト（WOWOW版）
- 佐倉涼平 - 伊藤淳史
- 宍戸由里 - 原沙知絵
- 篠崎薫 - 陣内孝則
- 本間吾郎 - 田山涼成
- 神保誠 - 嶋田久作
- 山内豊 - 小倉一郎
- 羽沢壮人 - 脇知弘
- 光沢 - 豊原功補
- 玉川政彰 - 野村宏伸
- 玉川喜兵衛 - 犬塚弘
- 溝口清蔵 - 上田耕一
- 末松 - 利重剛
- ジョン - セイン・カミュ
- 馬場 - 松澤一之
- ヤス - 矢島健一
- 明石町 - 佐々木すみ江
- 秋津 - 菅原大吉
- 佐藤 - 戸田昌宏
- 山神京子 - 高森由里子

#### スタッフ（WOWOW版）
- 原作 - 荻原浩
- 監督 - 古厩智之
- 脚本 - 吉川次郎
- 音楽 - 吉川清之
- プロデューサー - 井上衛（WOWOW）、橋口一成、代情明彦（葵プロモーション）
- 制作会社 - WOWOW
- 制作協力 - 葵プロモーション

#### 関連商品（WOWOW版）

##### DVD
- 神様からひと言（2007年9月19日、ポニーキャニオン、PCBP-51550）

### NHK版
『神様からひと言〜なにわ お客様相談室物語〜』と題して、NHK大阪放送局制作によりNHK総合「土曜ドラマ」枠にて2017年6月10日から全6回で放送を予定していたが、放送開始直前の主演の小出恵介の無期限活動休止を受け放送中止となった。

#### 放送中止に伴う措置
本作の放送中止に伴い、土曜ドラマ枠では2017年1月から2月にBSプレミアムプレミアムよるドラマ枠で8回にわたり放送された『幕末グルメ・ブシメシ!』が6回分に一部再編集され放送された。
放送中止を受け、初回放送予定の6月10日に朝日新聞土曜日付け別刷り「be television」の表紙に掲載される予定だった小出へのインタビューも取り消しとなった。すでにこの箇所は2017年5月30日付にインタビューを収録、小出の問題が発覚した6月8日の段階ではもうすでに別刷りは刷り終えて、各新聞販売店に配られていたため、6月10日の紙面の一部では、小出のインタビューが掲載された別刷りと、本紙中頁に改めて掲載した修正版が重複掲載された。
放送中止になった本作は、最終的にお蔵入りとなった。Blu-ray、DVDも未発売。ネット配信も行われていない。

#### キャスト（NHK版）
- 佐倉涼平 - 小出恵介
- 宍戸由里 - 岸井ゆきの
- 本間吾郎 - 三宅弘城
- 山内豊 - 吉沢悠
- 玉山政彰 - 小泉孝太郎
- 佐倉君代 - 市毛良枝
- 吉野美津 - 草笛光子
- 篠崎薫 - 段田安則

#### スタッフ（NHK版）
- 原作 - 荻原浩
- 演出 - 佐々木善春、中野亮平、泉並敬眞
- 脚本 - 羽原大介
- 音楽 - 中川幸太郎
- プロデューサー - 尾崎裕和
- 制作統括 - 真鍋斎
- 製作著作 - NHK大阪放送局